# Acta de Independencia de Costa Rica
El Acta de Independencia de Costa Rica se da al acta del Ayuntamiento constitucional de la ciudad de Cartago, Costa Rica, suscrita el 29 de octubre de 1821, después de haberse recibido la noticia de que el 28 de septiembre anterior en el Acta de los Nublados la Diputación Provincial de la Provincia de Nicaragua y Costa Rica, reunida en León, había decidido la Independencia absoluta del Gobierno español y la posible anexión al Imperio Mexicano proclamado por Agustín de Iturbide. El acta fue firmada no solamente por los miembros de la corporación municipal, sino también por el Jefe Político subalterno del Partido de Costa Rica Juan Manuel de Cañas-Trujillo y por varios legados de otras poblaciones de Costa Rica que a la sazón se hallaban en Cartago. En el acta se consignaron decisiones análogas a las tomadas en León, en el sentido de proclamar la independencia absoluta de España y la unión a México.

## Texto del Acta
El Acta del 29 de octubre dice literalmente: Número 57. En la ciudad de Cartago a los veintinueve días del mes de octubre de 1821, con premisas de las plausibles noticias de haberse jurado la independencia en la capital de México y en la Provincia de Nicaragua, juntos en cabildo extraordinario y abierto el Muy Noble y Leal Ayuntamiento de esta ciudad, los señores Vicario y cura Rector, el Ministro de Hacienda Pública, innumerables personas de distinción y pueblo, se leyeron los oficios y bando de señor Jefe Político Superior, don Miguel González Saravia de 11 y 18 de corriente en que conforme al voto de los partidos de Nicaragua se juró en León el día once del mismo la independencia absoluta desgobierno español y bajo el plan que adopte el imperio mexicano. Habiéndose leído también un manifiesto de Guatemala sobre el Verdadero aspecto de su independencia, por unánime voto de todos los circunstantes, se acordó: 1.º Que se publique, proclame y jure solemnemente el jueves 1.º de noviembre la independencia, absoluta del Gobierno español: 2.º Que absolutamente se observarán la Constitución y leyes que promulgue el Imperio Mexicano, en el firme concepto de que en la adopción de este plan consiste la felicidad y verdadero intereses de estas provincia: 3.º Que se proceda inmediatamente a recibir el juramento correspondiente al señor Jefe Político Subalterno, al Muy Noble y Leal Ayuntamiento, al citado señor Vicario don Pedro Alvarado, y cura Rector, y al Ministro de Hacienda Pública don Manuel García Escalante, y según el artículo 1.º a toda autoridad: 4.º Que este acuerdo con inserción de los artículos del bando del señor Jefe Político Superior se publique por bando: 5.º Inmediatamente prestó el señor Jefe Político Subalterno el juramento en manos del señor Alcalde 1.º y el Muy Noble Ayuntamiento; Vicario Eclesiástico, cura Rector, Eclesiásticos. presentes y teniente de Hacienda en manos del citado señor Jefe, Lo firmaron los señores abajo suscritos ante mí el infrascrito Secretario lo que certifico.

## Naturaleza del Acta
Aunque el texto del 29 de octubre de 1821 se conoce como Acta de Independencia de Costa Rica, en estricto sentido no lo fue, ya que por una parte la independencia de Costa Rica de España había sido ya decidida desde el 11 de octubre en León por la Diputación Provincial, órgano de elección popular en la que estaba representada Costa Rica, y además, en otras poblaciones de Costa Rica los respectivos ayuntamientos emitieron su propia acta, que no siempre coincidía con lo decidido en Cartago. Por ejemplo, el acta suscrita por el Ayuntamiento de San José el 30 de noviembre, si bien proclamaba la independencia de España, se abstenía de acuerpar la idea de la anexión a México. En realidad, el acta del 29 de octubre de 1821 es un acta de independencia de la ciudad de Cartago, que se limitaba a confirmar lo ya decidido por la Diputación Provincial de Nicaragua y Costa Rica.
Ni el acta de Cartago ni la de León tenían relación legal ninguna con la suscrita el 15 de septiembre de 1821 por la Diputación Provincial de Guatemala, ya que desde 1820 la Provincia de Guatemala no tenía autoridad política ni administrativa sobre Nicaragua y Costa Rica, que constituían una provincia separada de aquella.

## Suscriptores del Acta
Estos firmantes de Acta del 29 de octubre de 1821 fueron: el jefe político subalterno de Costa Rica Juan Manuel de Cañas-Trujillo y Sánchez de Madrid; los alcaldes constitucionales primero y segundo de Cartago, Santiago de Bonilla y Laya-Bolívar y José Mercedes de Peralta y López del Corral; los regidores Juan José de Bonilla y Herdocia, Nicolás Carazo y Alvarado, Pedro José Carazo y Alvarado, Narciso Esquivel y Salazar, Vicente Fábrega y Arroche, Salvador de Oreamuno y Muñoz de la Trinidad, Félix Oreamuno y Jiménez, José María de Peralta y La Vega, Francisco Javier Sáenz y Ulloa, Manuel de la Torre y Romero y José Antonio Echandi e Hidalgo; los procuradores síndicos de Cartago José Santos Lombardo y Alvarado y Joaquín de Oreamuno y Muñoz de la Trinidad, y el secretario del Ayuntamiento Joaquín Carazo y Alvarado. 
Aunque no eran miembros del Ayuntamiento, también suscribieron el acta el teniente de los ministros de la Hacienda Pública Manuel García Escalante, el vicario eclesiástico Pedro José de Alvarado y Baeza, el cura párroco de Cartago José Joaquín de Alvarado y Alvarado, los legados o representantes de los ayuntamientos de otras poblaciones de Costa Rica que se encontraban en esos momentos en Cartago: Rafael Francisco Osejo (por el Ayuntamiento de la villa de Ujarrás), Gregorio José Ramírez y Castro (por el Ayuntamiento de la villa de Alajuela), Juan de los Santos Madriz y Cervantes (por el Ayuntamiento de la ciudad de San José), Cipriano Pérez y Arias (por el Ayuntamiento de la villa de Heredia), Bernardo Rodríguez y Alfaro (por el Ayuntamiento del pueblo de Barva) y Miguel de Bonilla y Laya-Bolívar (por los Ayuntamientos del pueblo de Bagaces, la ciudad de Esparza y los pueblos indígenas), así como los señores Manuel María de Peralta y López del Corral y Tranquilino de Bonilla y Herdocia.